# Amphinemura zonata
Amphinemura zonata är en bäcksländeart som beskrevs av Okamoto 1922. Amphinemura zonata ingår i släktet Amphinemura och familjen kryssbäcksländor. Inga underarter finns listade i Catalogue of Life.